# 스패너

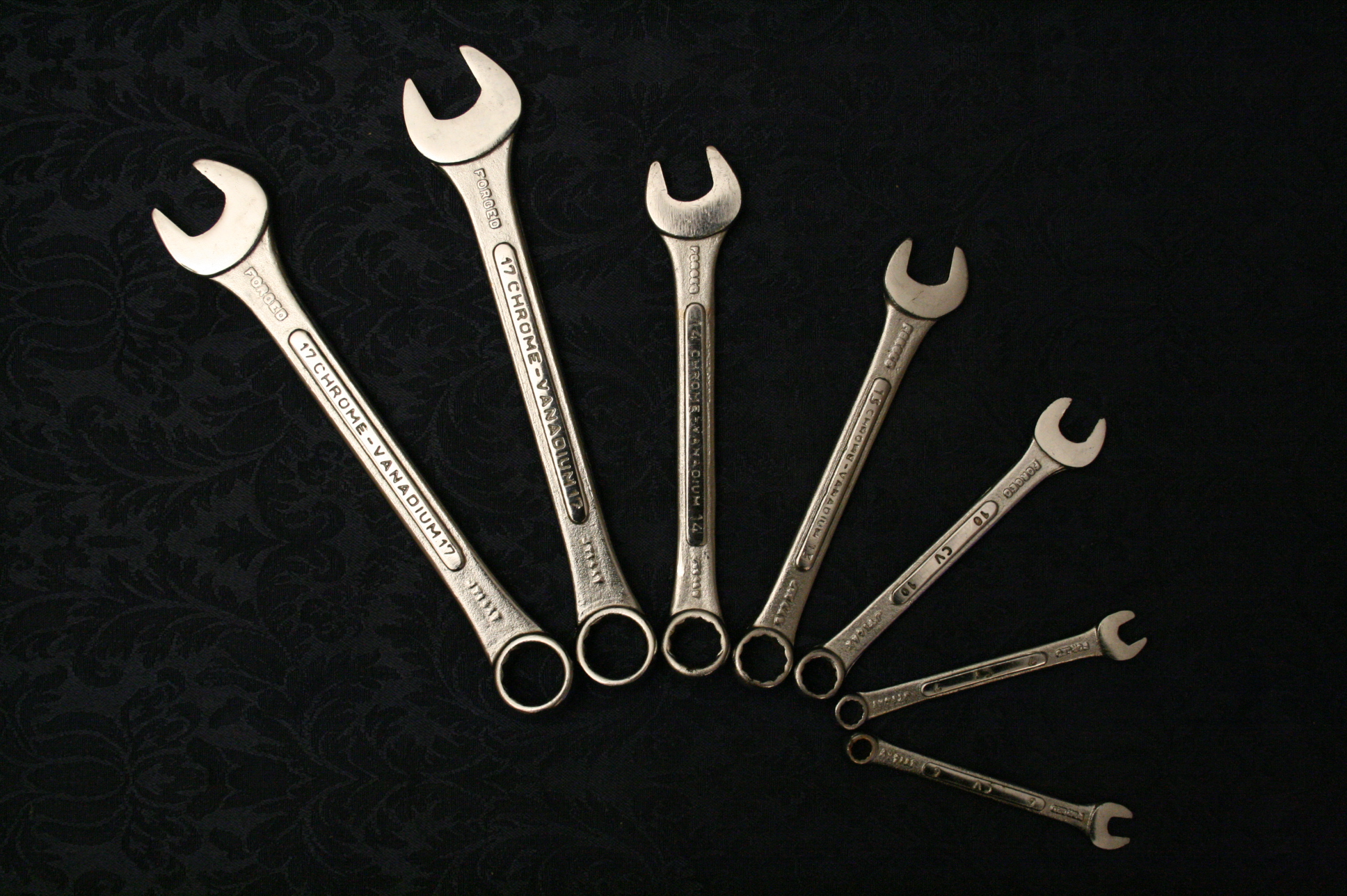
크롬-바나듐 스패너 한 벌. 한쪽 끝은 개구이고 반대쪽 끝은 폐구로 되어 있다.

스패너(영국 영어: spanner, 미국 영어: wrench 렌치)는 물체(대부분 암나사, 수나사 같은 잠금장치)에 회전력을 가해주는 공구이다.
개구스패너, 폐구스패너, 어저스터블스패너, 몽키스패너, 파이프렌치, 스피드핸들, 휠브레이스 등 종류가 매우 다양하다.
영국, 아일랜드, 오스트레일리아 및 뉴질랜드에서는 스패너가 표준 용어이다. 가장 일반적인 모양은 개방형 스패너와 링 스패너라고 한다. 렌치(wrench)라는 용어는 일반적으로 고정되지 않는 장치(예: 탭 렌치 및 파이프 렌치)를 돌리는 도구에 사용되거나 원숭이 렌치(조정 가능한 파이프 렌치)에 사용될 수 있다.
북미 영어에서는 렌치(wrench)가 표준 용어이다. 가장 일반적인 모양은 오픈 엔드 렌치와 박스 엔드 렌치라고 한다. 미국 영어에서 스패너는 둘레에 일련의 핀이나 탭이 있는 특수 렌치를 의미한다. (이 핀이나 탭은 회전할 물체에 절단된 구멍이나 노치에 맞는다.) 미국 상거래에서는 이러한 렌치를 영국식 스패너 의미와 구별하기 위해 스패너 렌치라고 부를 수 있다.
고품질 렌치는 일반적으로 크롬-바나듐 합금 공구강으로 만들어지며 낙하 단조되는 경우가 많다. 부식을 방지하고 청소가 용이하도록 크롬 도금을 하는 경우가 많다.

## 역사
렌치, 그리고 렌치를 이용한 응용, 또는 파이프 클램프 및 갑옷과 같이 렌치가 필요한 장치는 15세기까지 역사가들에 의해 기록되었다. 이상한 크기의 마차 바퀴 너트용 조정 가능한 코치 렌치는 영국에서 제조되어 18세기 말과 19세기 초에 북미로 수출되었다. 19세기 중반에는 특허받은 원숭이 렌치를 포함하여 턱을 좁히고 넓히기 위해 나사를 사용하는 특허받은 렌치를 보기 시작했다.
12포인트 렌치는 12포인트 및 6포인트 볼트에 모두 맞기 때문에 대부분의 박스 엔드 렌치는 12포인트로 판매된다. 12점 렌치는 6점 렌치보다 더 많은 수의 결합 지점을 제공한다. 그러나 12점 렌치는 접촉 공간이 적기 때문에 6점 볼트를 마무리하는 것으로 알려져 있다.